# Messier 92
Messier 92 (còn gọi là M92 hay NGC 6341) là cụm sao cầu trong chòm sao Vũ Tiên. Johann Elert Bode phát hiện ra nó vào năm 1777 và độc lập bởi Charles Messier vào ngày 18 tháng Ba, 1781. M92 nằm cách Trái Đất 26.000 năm ánh sáng.
M92 là một trong những cụm sao cầu sáng ở bán cầu bắc, và cũng nằm gần với một cụm sao cầu sáng hơn là Messier 13. M92 có thể nhìn bằng mắt thường trong điều kiện tốt.

## Hình ảnh

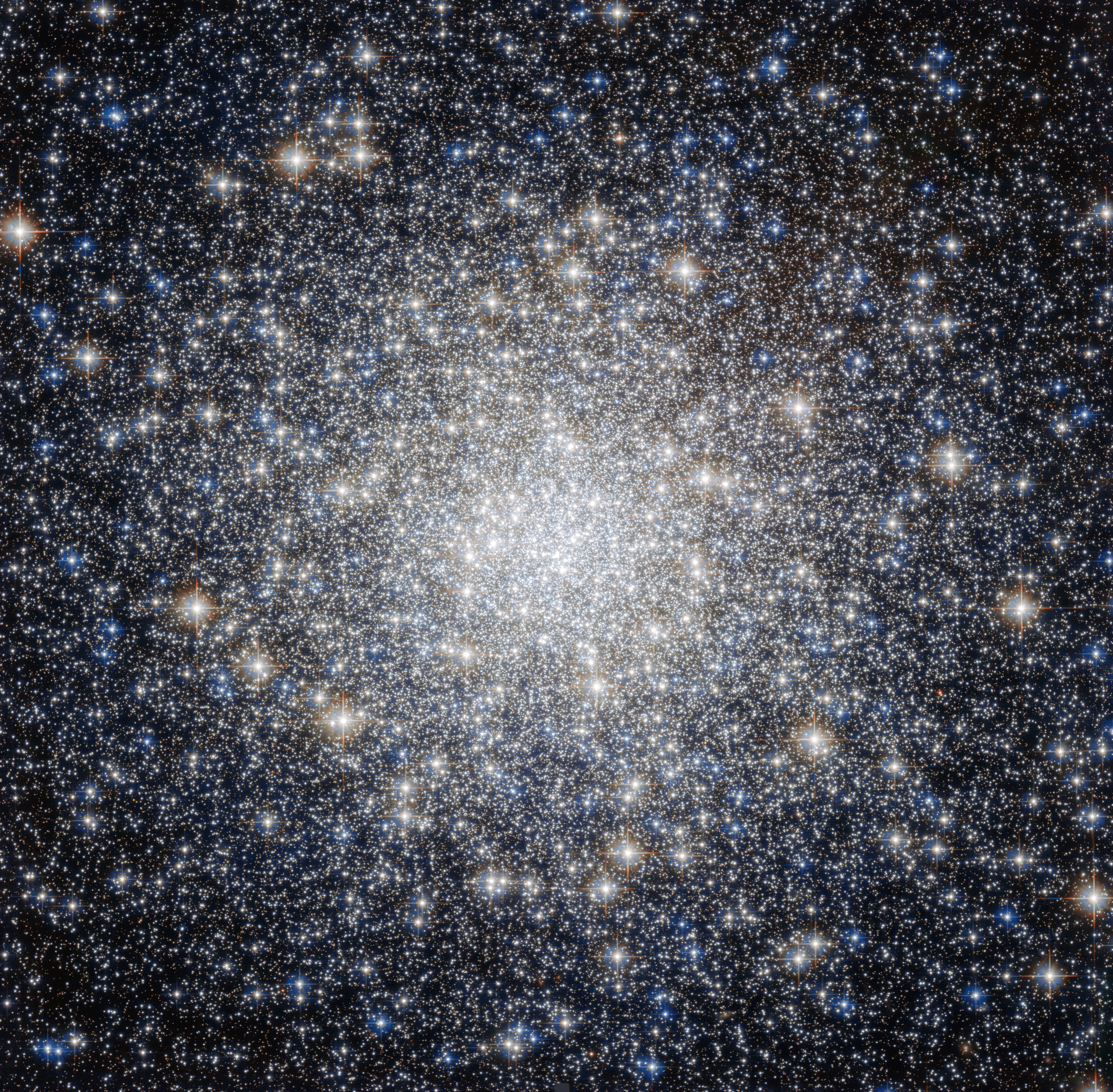
Messier 92 là một trong những cụm sao cầu sáng nhất trong Dải Ngân hà, và có thể nhìn thấy bằng mắt thường trong điều kiện quan sát tốt.
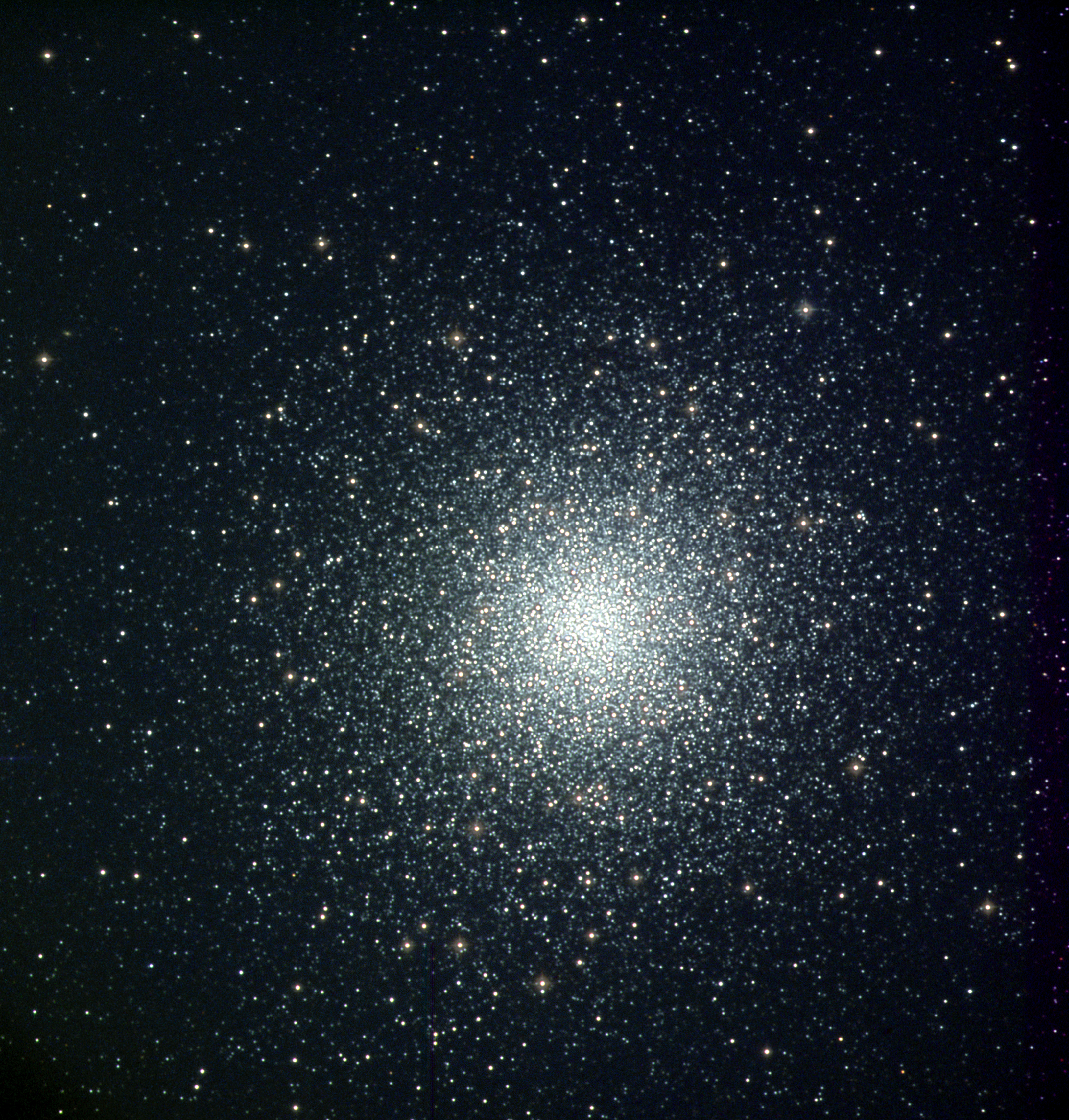
Messier 92 từ Nhóm Kính thiên văn Isaac Newton
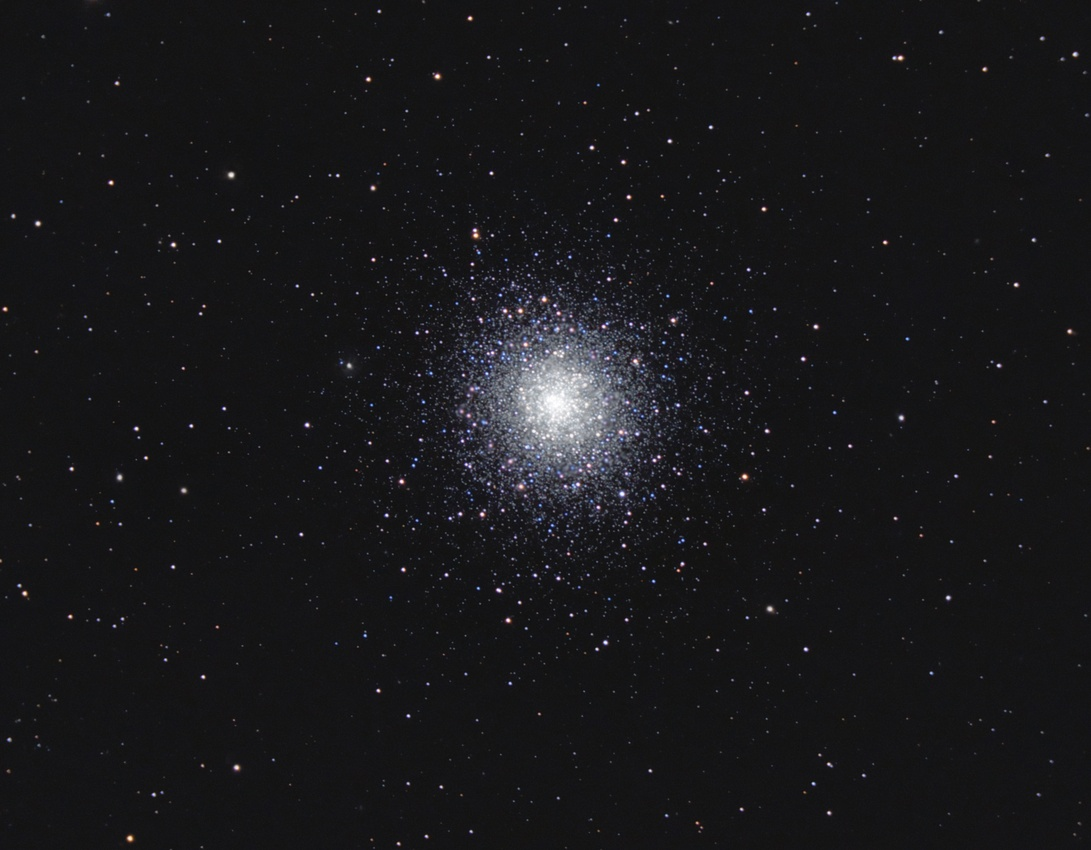
Messier 92 được nhìn bằng kính thiên văn nghiệp dư
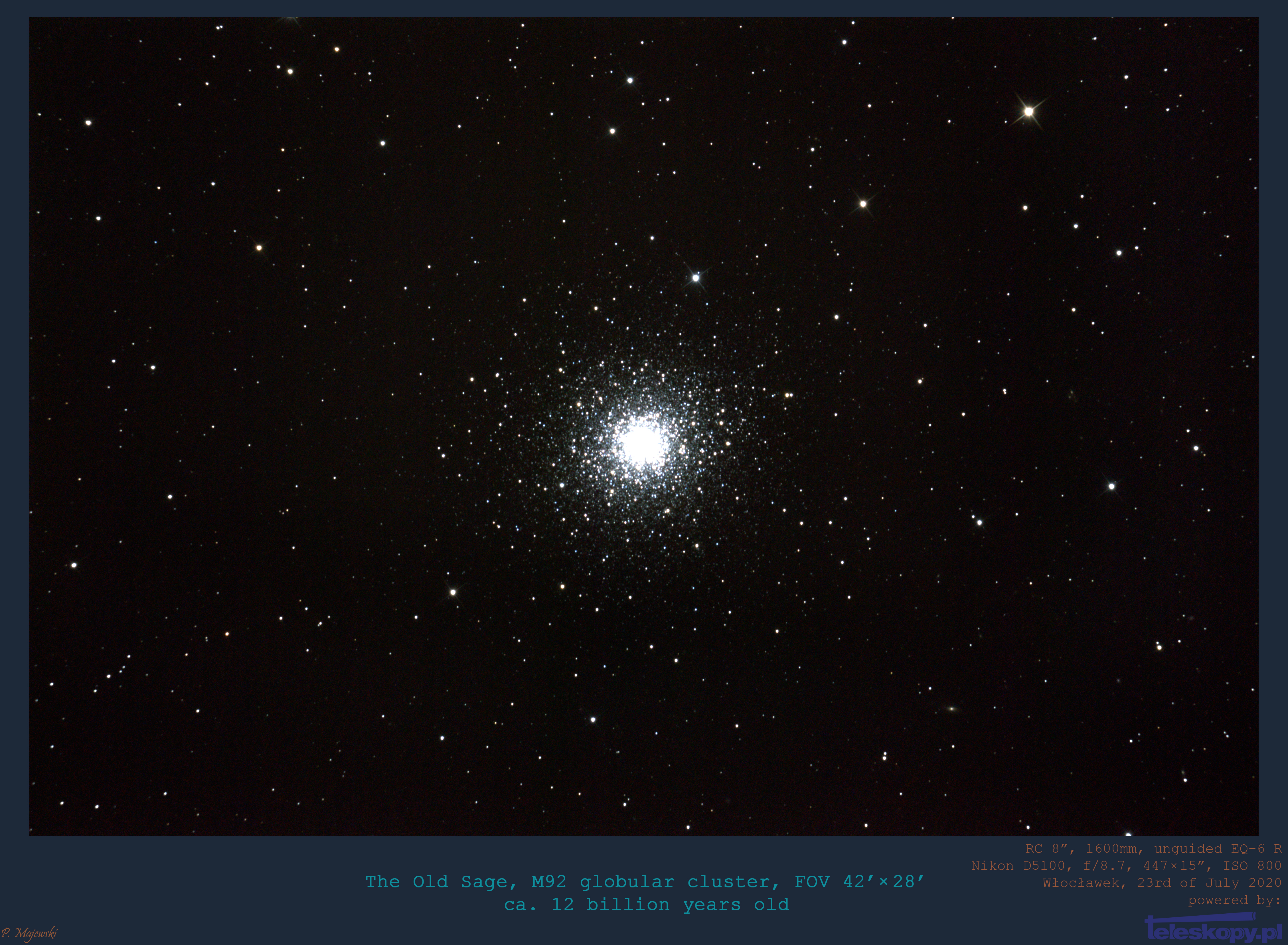
Phơi sáng M92 gần 2 giờ, sử dụng ống kính RC nghiệp dư 8 inch
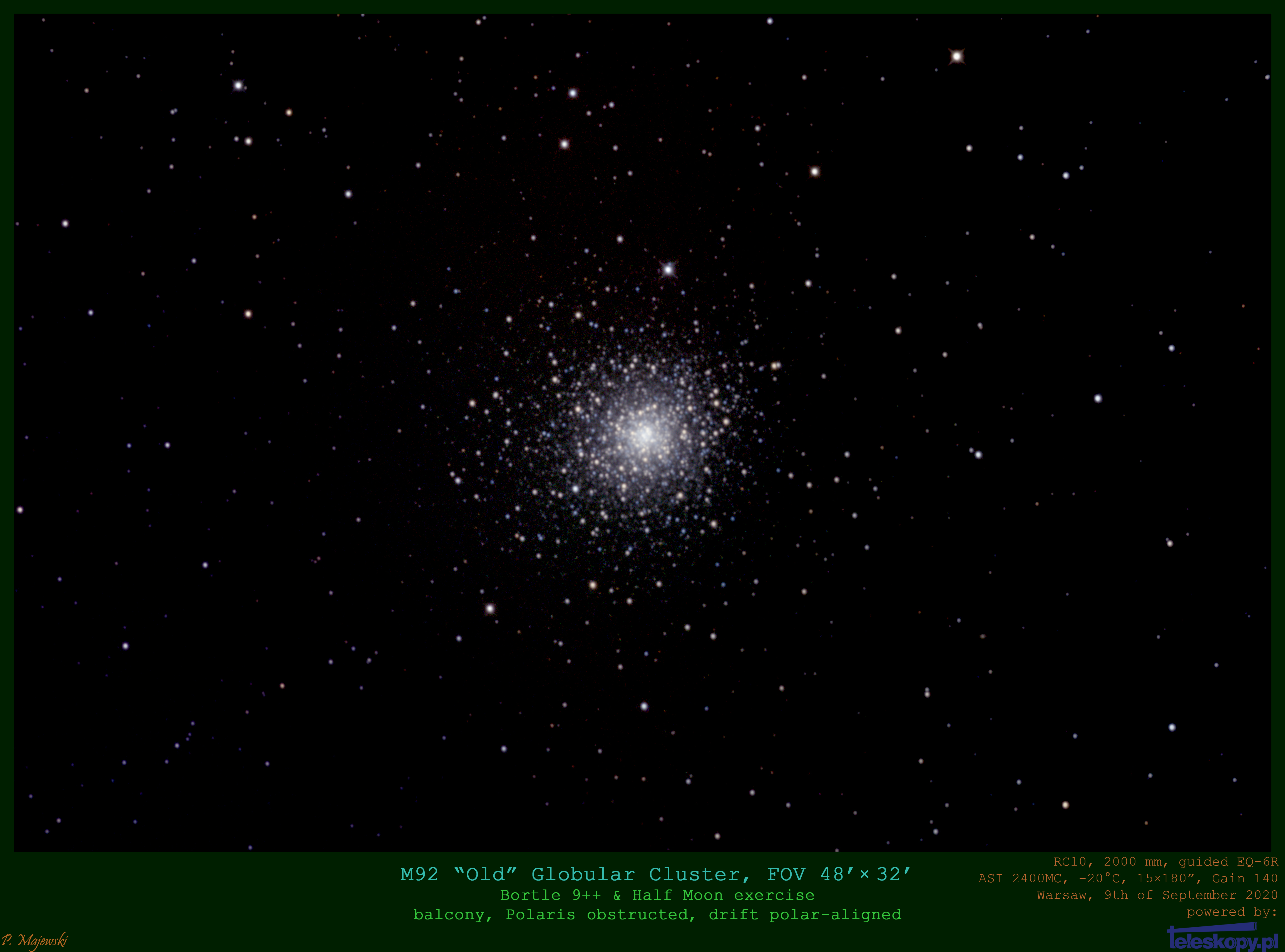
Bản làm lại ảnh thiên văn nghiệp dư M92, được chụp ở trung tâm thành phố Bortle 9 với ống kính 10 inch RC và máy ảnh thiên văn toàn khung được làm mát
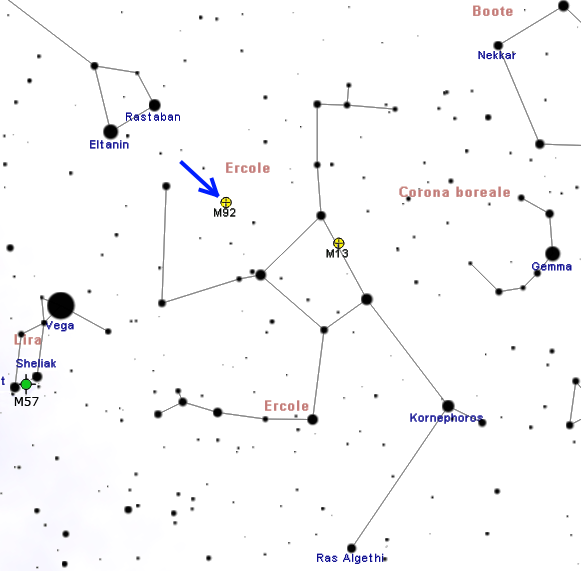
Vị trí M92 trên bản đồ